# آیتکه بی
آیتکه بی (قزاقی: Әйтеке би) یک منطقهٔ مسکونی در قزاقستان است که در استان قزل‌اوردا واقع شده‌است. آیتکه بی ۳۸۰۴۶ نفر جمعیت دارد.